# Miho Bošković
Pour les articles homonymes, voir Bošković et Bošković (homonymie).
Miho Bošković (né le 11 janvier 1983 à Dubrovnik) est un joueur de water-polo croate.
Attaquant du Primorje, il remporte le titre olympique lors des Jeux de Londres en 2012.